# Pórto Koufó
Pórto Koufó (Porto Koufo, Koufos) är en ort i Grekland.   Den ligger i prefekturen Chalkidike och regionen Mellersta Makedonien, i den nordöstra delen av landet, 220 km norr om huvudstaden Aten. Pórto Koufó ligger 3 meter över havet och antalet invånare är 110.
Terrängen runt Pórto Koufó är kuperad åt nordost, men åt sydväst är den platt. Havet är nära Pórto Koufó åt sydväst.  Närmaste större samhälle är Sykiá, 7,7 km norr om Pórto Koufó. 